# West Glamorgan
West Glamorgan (gal·lès Gorllwein Morgannwg) és un antic comtat de Gal·les. Fou creat l'1 d'abril de 1974 per la Local Government Act 1972 amb el comtat ciutadà de Swansea, les ciutats de Neath i Port Talbot, els districtes urbans de Glyncorrwg i Llwchwr, i els districtes rurals de Gower, Pontardawe i Neath llevat la parròquia de Rhigos.
El consell del comtat de West Glamorgan fou abolit l'1 d'abril de 1996, i ha estat dividit en dues autoritats unitàries de Abertawe i Castell-nedd Port Talbot. Lliw Valley fou partit entre les dues autoritats. Encara ha romàs com a comtat amb algunes funcions limitades.

## Situació del gal·lès a West Glamorgan
Segons dades del cens del 1992, hi havia 52.268 parlants de gal·lès (15% de la població). Només hi ha un cert percentatge de parlants als districtes de Trowbride (3,6%), al Sud, Gwaun-cae-Gurwen (79,1%), Llanwit Major (6,3%) a la costa Est, i Rhegos (19,3%) al Nord.
Segons dades del 2001, hi havia 28,557 (13,9%) a Swansea i 23,711 (19%) a Neath-Port Talbot.